# Sudd

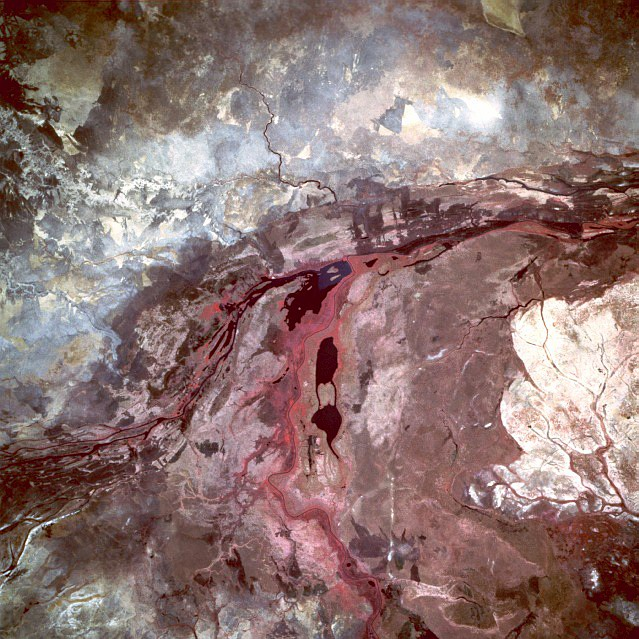
Zdjęcie satelitarne Sudd w porze suchej

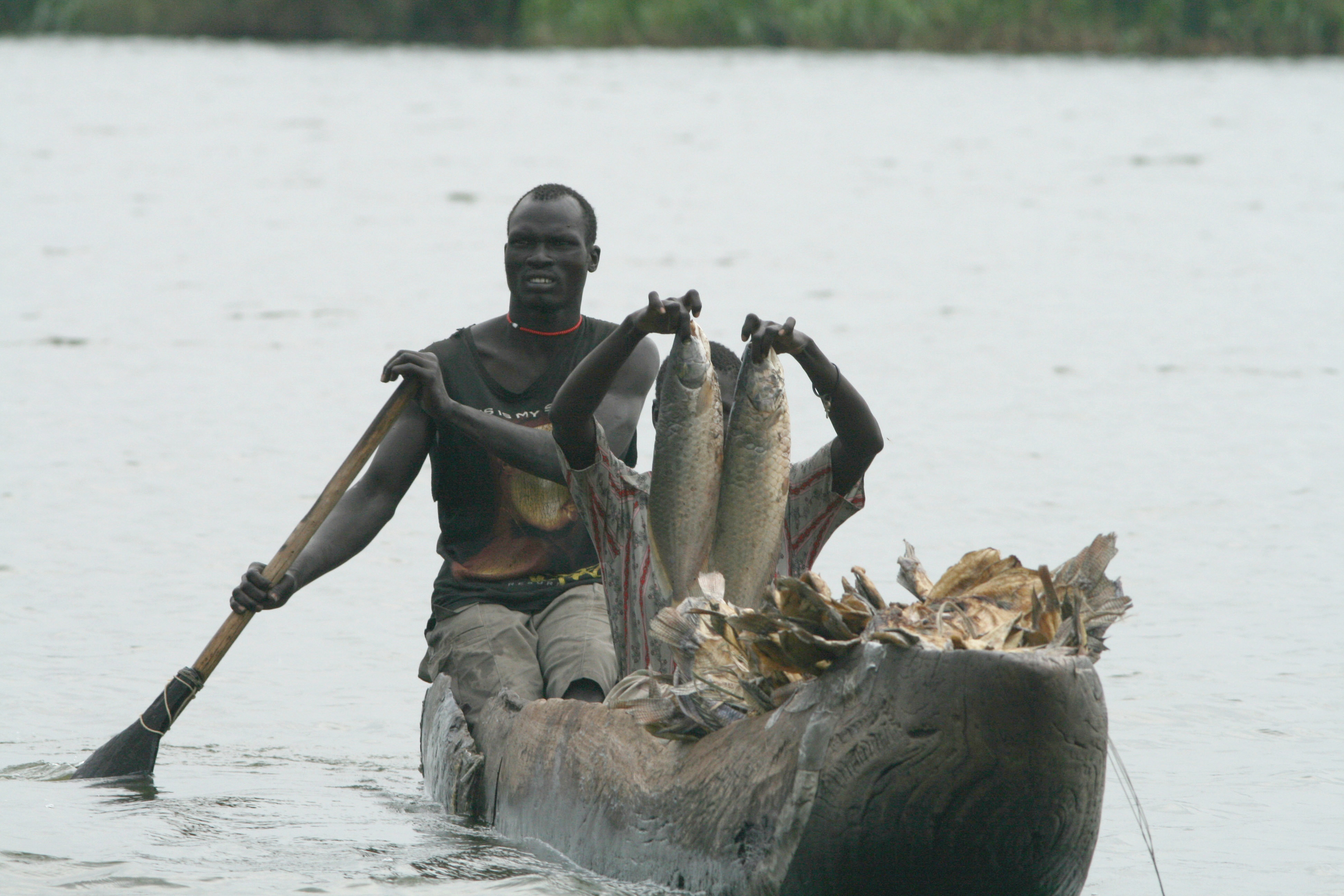
Rybołówstwo w regionie Sudd

Sudd (arab. السد – As-Sudud, także: بحر الجبل – Bahr al-Dżabal) – obszar podmokły i bagienny w Sudanie Południowym, utworzony przez wody Nilu.

## Położenie
Sudd rozciąga się na odcinku 320 km w kierunku północ-południe i 240 km w kierunku wschód-zachód i obejmuje powierzchnią ok. 55000 km² między miastami Bor, Wau i Bantiu. Wzdłuż Nilu Sudd rozciąga się między miastem Bor a jeziorem No.
Obszar całkowicie zalewany na tym odcinku przez płynące wody Nilu waha się w ciągu roku i jest ściśle związany z poziomem wód w jeziorach strefy równikowej w górnym biegu rzeki. Od 1964 roku powierzchnia tego obszaru mieści się w przedziale 20-30 tys. km².

## Flora
Sudd uchodzi za najżyźniejszą strefę regionu. W obszarze tym rośnie papirus, trzcina, hiacynty i wiele różnych helofitów. Rosną tu także pozostałości lasów deszczowych z roślinami z rodziny meliowatych.

## Hydrologia
Ponieważ obszar Sudd cechuje się bardzo małym nachyleniem, a rzeka płynie tu bardzo powoli i rozlewa się na dużym obszarze, 53,2% wody ulega odparowaniu. Rząd w Chartumie planował odprowadzenie wody z Sudd długim na 300 km kanałem i wykorzystanie jej do nawadniania obszarów rolnych. Z powodu wojny domowej w Sudanie prace jednak zawieszono.

## Żeglowność
Sudd długo pozostawał nieżeglowny, ponieważ głębokość wody rzadko przekracza 4 m. Dopiero budowa kanału w latach 1899-1903 umożliwiła regularną żeglugę. Kanał wymaga jednak stałej konserwacji. Był to kolejny powód, dla którego w latach 70. XX wieku rozpoczęto budowę kanału, który miał poprowadzić Nil obok obszaru Sudd. Prace zawieszono w 1983 roku, a ewentualne wznowienie projektu budzi kontrowersje. Na budowie zyskałaby północ Sudanu, ponieważ można by tam wówczas wykorzystać więcej wody. Sudd natomiast musiałby wyschnąć, można by jednak wykorzystywać rolniczo więcej obszarów na północy, wzgl. w samym regionie Sudd.